# Ferdinand Borst
August Ferdinand Borst (* 25. Oktober 1873 in Mühlbeck, Kreis Bitterfeld; † nach 1937) war ein deutscher Lehrer und Schulschriftsteller.

## Leben
Er war der Sohn des Gutsbesitzers Eduard Borst aus Mühlberg im Regierungsbezirk Merseburg der preußischen Provinz Sachsen. Seine Mutter war Friederike geborene Quilitzsch.
Nach der Schulausbildung besuchte Ferdinand Borst die Präparandenanstalt und das Königlich Evangelische Schullehrerseminar in Delitzsch. Danach wurde er im Jahre 1895 Lehrer in Modelwitz bei Schkeuditz. Nach drei Jahren wechselte Ferdinand Borst im Jahre 1898 als Lehrer in die preußische Kreisstadt Bitterfeld. 1908 folgte er einem Ruf nach Pretzsch, wo er Rektor der Schule und Kirchendiener wurde. Nach Erreichen des Rentenalters trat er in den Ruhestand. Er wohnte in Pretzsch, Mackensenstraße 13.
Ferdinand Porst beschäftigte sich mit Journalismus, Pädagogik und Psychologie, Sprache und Literatur, Geschichts- und Naturwissenschaften sowie Heimat- und Volkskunde und publizierte Abhandlungen darüber, insbesondere in Lehrerfachblättern und Tageszeitungen.

## Familie
Ferdinand Borst war zweimal verheiratet. In erster Ehe heiratete er in Wahren am 8. Juli 1899 Johanna Minna geborene Wirsich und in zweiter Ehe in Ermlitz am 10. April 1911 Marie Emilie Hedwig, die Tochter des Mühlenbesitzers Theodor Feigner. Aus beiden Ehen gingen Kinder hervor. Horst und Erich aus der ersten Ehe und Charlotte, Elisabeth, Friedrich und Otto aus der zweiten Ehe.

## Schriften (Auswahl)
- Die hohenstaufische Politik, ihr Ziel, ihr Höhepunkt, ihr Niedergang und seine Ursachen. Richtlinien für die Weiterbildung zur zweiten Lehrerprüfung und zum Mittelschullehrerexamen (= Zur Fortbildung des Lehrers, Heft 15), Gerdes & Hördel, Berlin 1909.
- Die hohenstaufische Politik, ihr Ziel, ihr Höhepunkt, ihr Niedergang und seine Ursachen. Richtlinien für die Weiterbildung zum Mittelschullehrerexamen, 1924.
- Die Schulzuckertüte. In: Heimat-Kalender für den Kreis Schweinitz, 1929, S. 42f.

## Ehrungen
- Verdienstkreuz für Kriegshilfe